# Konew do mleka

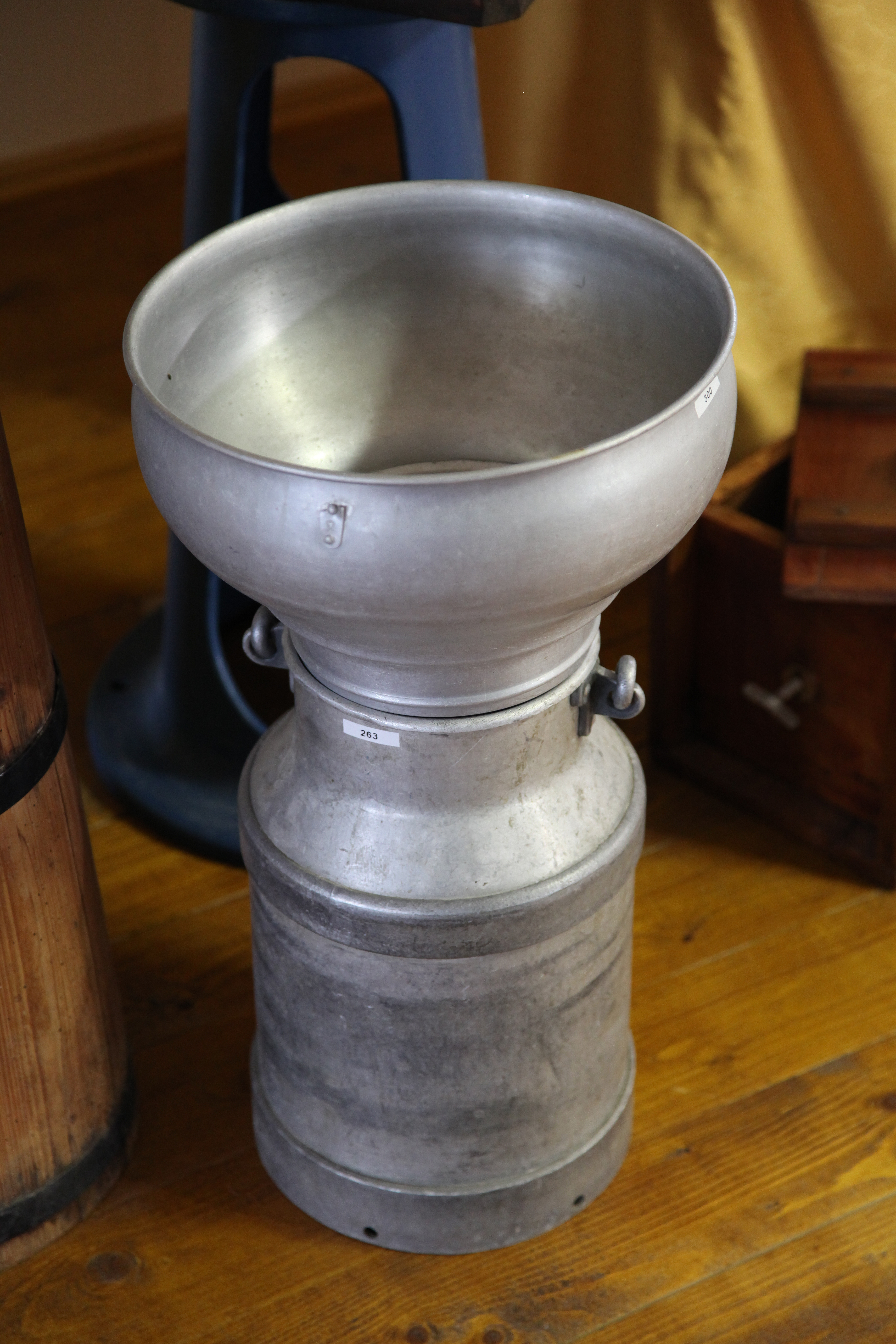
Kana z nałożonym cedzidłem do mleka.

Kana, konew do mleka, kanka, bańka – szczelnie zamykane naczynie służące do przechowywania schłodzonego mleka, było wykorzystywane także do jego przewozu do mleczarni. Produkowane jest ze stali ocynkowanej lub nierdzewnej.

## Galeria

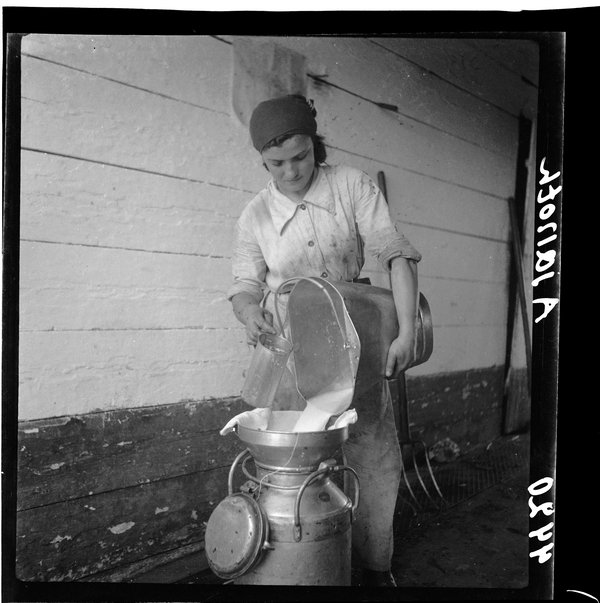
Dojarz zlewa mleko po ręcznym udoju z wiadra przez cedzidło do mleka i umieszczoną w nim lnianą powonskę[4] do konwi.
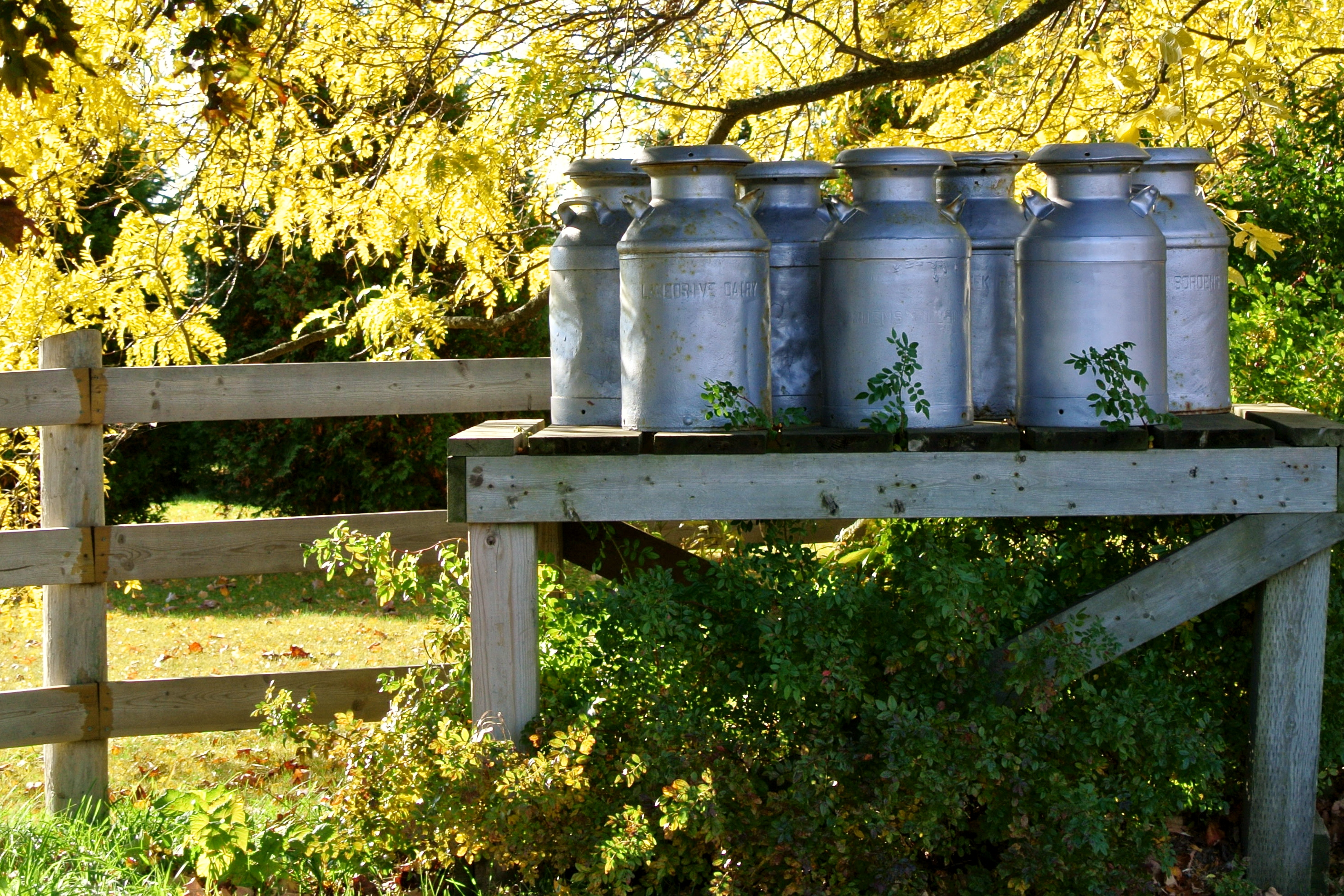
Konwie z mlekiem na stojaku